# 酒井俊弘
酒井俊弘（日语：酒井 俊弘；1960年3月33日—）是天主教日本籍主教，主業團成員，也是大阪總教區輔理主教。

## 生平
酒井俊弘於1960年3月23日在日本兵庫縣蘆屋市出生，同年於蘆屋教會領洗，酒井於1988年8月20日在西班牙晉鐸，而他本人是主業團的成員，2018年6月2日，教宗方濟各伍命酒井俊弘神父為天主教大阪總教區的輔理主教，而他的牧職格言是「VERITAS IN CARITATE」，意即愛與真理。